# San Bartolomé Aguas Calientes
San Bartolomé Aguas Calientes es una localidad del estado mexicano de Guanajuato. Es parte del municipio de Apaseo el Alto.

## Toponimia
El nombre «San Bartolomé» hace referencia al santo patrono de la localidad: Bartolomé el Apóstol.

## Historia
La localidad de San Bartolomé Aguas Calientes fue fundada el 24 de agosto de 1546 por un grupo de indígenas chichimecas. Durante el siglo XVII fueron construidos en la población unos baños medicinales, reconocidos en la época por sus hervideros de agua. En 1844 el Hospital de San Bartolomé es embargado por el presidente de México, Antonio López de Santa Anna y posteriormente vendido para financiar al gobierno nacional.

## Demografía
| Gráfica de evolución demográfica |
|                                  |

| Censo | Población |
| ----- | --------- |
| 1900  | 1 827     |
| 1910  | 2 033     |
| 1921  | 791       |
| 1930  | 838       |
| 1940  | 969       |
| 1950  | 956       |
| 1960  | 1 147     |
| 1970  | 1 482     |
| 1980  | 1 963     |
| 1990  | 2 476     |
| 2000  | 2 760     |
| 2010  | 3 781     |
| 2020  | 4 076     |